# Leni Junker
Helene »Leni« Junker-Thymm, nemška atletinja, * 8. december 1905, Kassel, Nemško cesarstvo, † 9. februar 1997, Wilhelmshaven, Nemčija.
Nastopila je na poletnih olimpijskih igrah leta 1928 ter osvojila bronasto medaljo v štafeti 4x100 m, v teku na 100 m se je uvrstila v polfinale.